# Bataille de Beaune-la-Rolande
 (mars 2010).
 (janvier 2014).
Guerre franco-prussienne de 1870
Batailles
- Chronologie de la guerre franco-prussienne de 1870
- Sarrebruck (08-1870)
- Wissembourg (08-1870)
- Forbach-Spicheren (08-1870)
- Wœrth (08-1870)
- Bitche (08-1870)
- Phalsbourg (08-1870)
- Borny-Colombey (08-1870)
- Strasbourg (08-1870)
- Mars-la-Tour (08-1870)
- Toul (08-1870)
- Gravelotte (08-1870)
- Metz (08-1870)
- Nouart (08-1870)
- Beaumont (08-1870)
- Noisseville (08-1870)
- Sedan (08-1870)
- Montmédy (09-1870)
- Soissons (09-1870)
- Siège de Paris et chronologie du siège (09-1870)
- Nompatelize (10-1870)
- Bellevue (10-1870)
- Châtillon (10-1870
- Châteaudun (10-1870)
- Buzenval (10-1870)
- Bourget (10-1870)
- Dijon (10-1870)
- Belfort (11-1870)
- La Fère (11-1870)
- Langres (11-1870)
- Bouvet et Meteor (navale) (11-1870)
- Coulmiers (11-1870)
- Thionville (11-1870)
- Châtillon-sur-Seine (11-1870)
- Villers-Bretonneux (11-1870)
- Beaune-la-Rolande (11-1870)
- Champigny (11-1870)
- Orléans (12-1870)
- Loigny (12-1870)
- Châteauneuf (12-1870)
- Beaugency (12-1870)
- Longeau (12-1870)
- l’Hallue (12-1870)
- Siège de Péronne (1871)
- Bapaume (01-1871)
- Villersexel (01-1871)
- Le Mans (01-1871)
- Héricourt (01-1871)
- Saint-Quentin (01-1871)
- Buzenval (01-1871)

La bataille de Beaune-la-Rolande a lieu le 28 novembre 1870 sur le territoire de la commune française de Beaune-la-Rolande, dans le département du Loiret, durant la guerre franco-prussienne de 1870. Elle s'achève par une victoire prussienne.

## Contexte
Le 20 novembre, la 2e armée du prince Frédéric-Charles, rendue à sa liberté de manœuvre par la reddition de Metz, prend position sur la ligne Pithiviers–Montargis (IIIe et Xe corps d'armée), laissant le IXe corps d'armée allemand en réserve à Angerville. La masse de l’Armée de la Loire ayant pris position sur l’axe Orléans-Paris, le prince ordonne le regroupement des IIIe et IXe corps d’armée sur les hauteurs dominant Toury. Puis ces forces regroupées reçoivent l’ordre du prince de fondre, via Beaugency, sur l’aile gauche des Français.
Les Français progressent à présent vers Paris sur un front de 80 kilomètres, les divisions les unes à côté des autres. Le 28 novembre 1870, les forces françaises du 18e et 20e corps de la première armée de la Loire forte de 60 000 hommes tentent de forcer la position prussienne de Beaune-la-Rolande où les Allemands se sont fortement retranchés, pour ouvrir le passage vers Paris, venir au secours des Parisiens assiégés et « tendre la main au Général Ducrot » qui doit assurer de son côté une « sortie ».

## Ordre de bataille

### Français
- 42e régiment de marche formé de
  - 2 compagnies de marche du 1er régiment d'infanterie de ligne
  - 2 compagnies de marche du 5e régiment d'infanterie de ligne
  - 3 compagnies de marche du 8e régiment d'infanterie de ligne
  - 2 compagnies de marche du 9e régiment d'infanterie de ligne
  - 2 compagnies de marche du 30e régiment d'infanterie de ligne
  - 3 compagnies de marche du 36e régiment d'infanterie de ligne
  - 4 compagnies de marche du 55e régiment d'infanterie de ligne
  - 1 compagnie de marche du 109e régiment d'infanterie de ligne
- 44e régiment de marche formé des
  - 1 compagnie de marche du 3e régiment d'infanterie de ligne
  - 1 compagnie de marche du 17e régiment d'infanterie de ligne
  - 1 compagnie de marche du 21e régiment d'infanterie de ligne
  - 1 compagnie de marche du 49e régiment d'infanterie de ligne
  - 1 compagnie de marche du 53e régiment d'infanterie de ligne
  - 1 compagnie de marche du 56e régiment d'infanterie de ligne
  - 1 compagnie de marche du 66e régiment d'infanterie de ligne
  - 1 compagnie de marche du 73e régiment d'infanterie de ligne
  - 2 compagnies du 34e régiment d'infanterie de ligne
  - 2 compagnies du 42e régiment d'infanterie de ligne
  - 3 compagnies du 88e régiment d'infanterie de ligne
  - 3 compagnies du 99e régiment d'infanterie de ligne
  - 1 compagnie du 98e régiment d'infanterie de ligne
- 50e régiment de marche formé du
  - 4e bataillon et d'un bataillon de marche du 85e régiment d'infanterie de ligne
- 53e régiment de marche formé des
  - 4e bataillon du 22e régiment d'infanterie de ligne
  - 4e bataillon du 79e régiment d'infanterie de ligne
  - 4e bataillon du 92e régiment d'infanterie de ligne
- 9e bataillon de marche de chasseurs à pied formé de
  - 1 compagnie du 3e bataillon de chasseurs à pied
  - 1 compagnie du 4e bataillon de chasseurs à pied
  - 1 compagnie du 6e bataillon de chasseurs à pied
  - 1 compagnie du 9e bataillon de chasseurs à pied
- 3e régiment de marche de zouaves formé de
  - 18 compagnies de marche du 3e régiment de zouaves
- Régiment de marche d'infanterie légère d'Afrique
  - 2 compagnies du 1er bataillon d'infanterie légère d'Afrique
  - 2 compagnies du 2e bataillon d'infanterie légère d'Afrique
  - 2 compagnies du 3e bataillon d'infanterie légère d'Afrique
- 5e régiment de marche de cuirassiers formé de
  - 1 escadron du 6e régiment de cuirassiers
  - 1 escadron du 7e régiment de cuirassiers
  - 1 escadron des carabiniers de la Garde impériale
  - 1 escadron du régiment de cuirassiers de la Garde impériale
- 11e régiment provisoire formé des
  - 1er, 2e et 3e bataillons de la garde nationale mobile de la Loire
- 19e régiment provisoire formé des
  - 1er, 2e et 3e bataillons de la garde nationale mobile du Cher
- 24e régiment provisoire formé des
  - 1er, 2e et 3e bataillons de la garde nationale mobile de la Haute-Garonne
- 34e régiment provisoire formé des
  - 1er, 2e et 3e bataillons de la garde nationale mobile des Deux-Sèvres
- 55e régiment provisoire formé des
  - 1er et 2e bataillons de la garde nationale mobile du Jura
- 58e régiment provisoire formé des
  - 1er et 2e bataillons de la garde nationale mobile des Vosges
- 67e régiment provisoire formé de
  - la garde nationale mobile de la Haute-Loire
- 68e régiment provisoire formé des
  - 1er et 4e bataillons de la garde nationale mobile du Haut-Rhin
- 73e régiment provisoire formé des
  - 1er et 6e bataillons de la garde nationale mobile du Loiret
  - 4e bataillon de la garde nationale mobile de l'Isère
- 2e bataillon de la garde nationale mobile de la Meurthe
- 1er bataillon de la garde nationale mobile de la Savoie
- 2e bataillon de la garde nationale mobile de la Savoie
- Compagnie de Gannat des Francs-tireurs de l'Allier
- Francs-tireurs du Doubs
- Légion bretonne

## Déroulement de la bataille

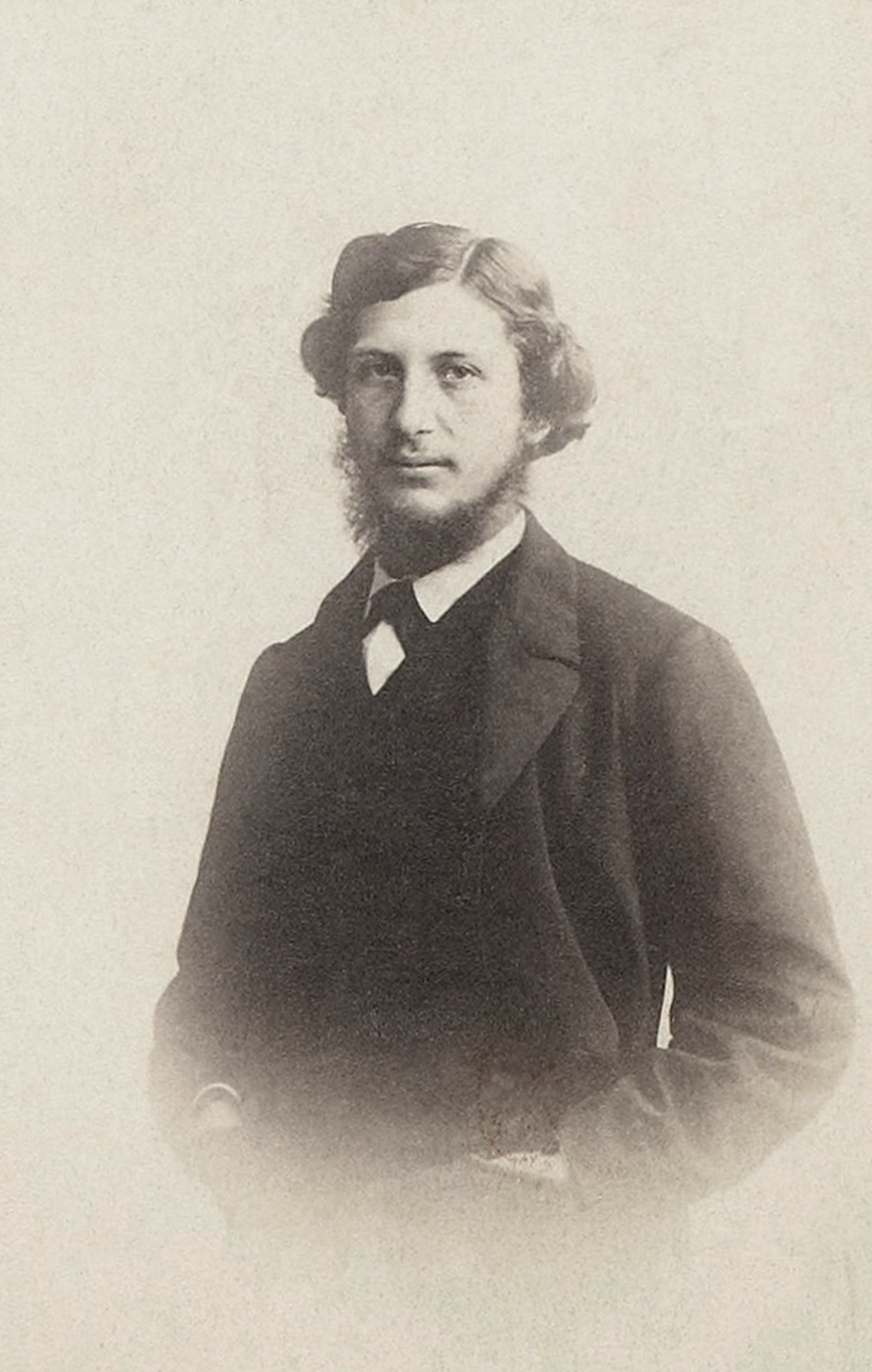
Frédéric Bazille, peintre impressionniste, mort au combat.
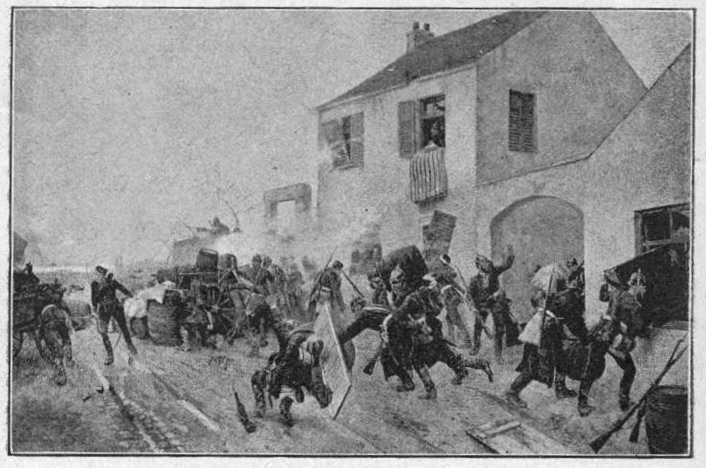
Bataille de Beaune-la-Rolande.
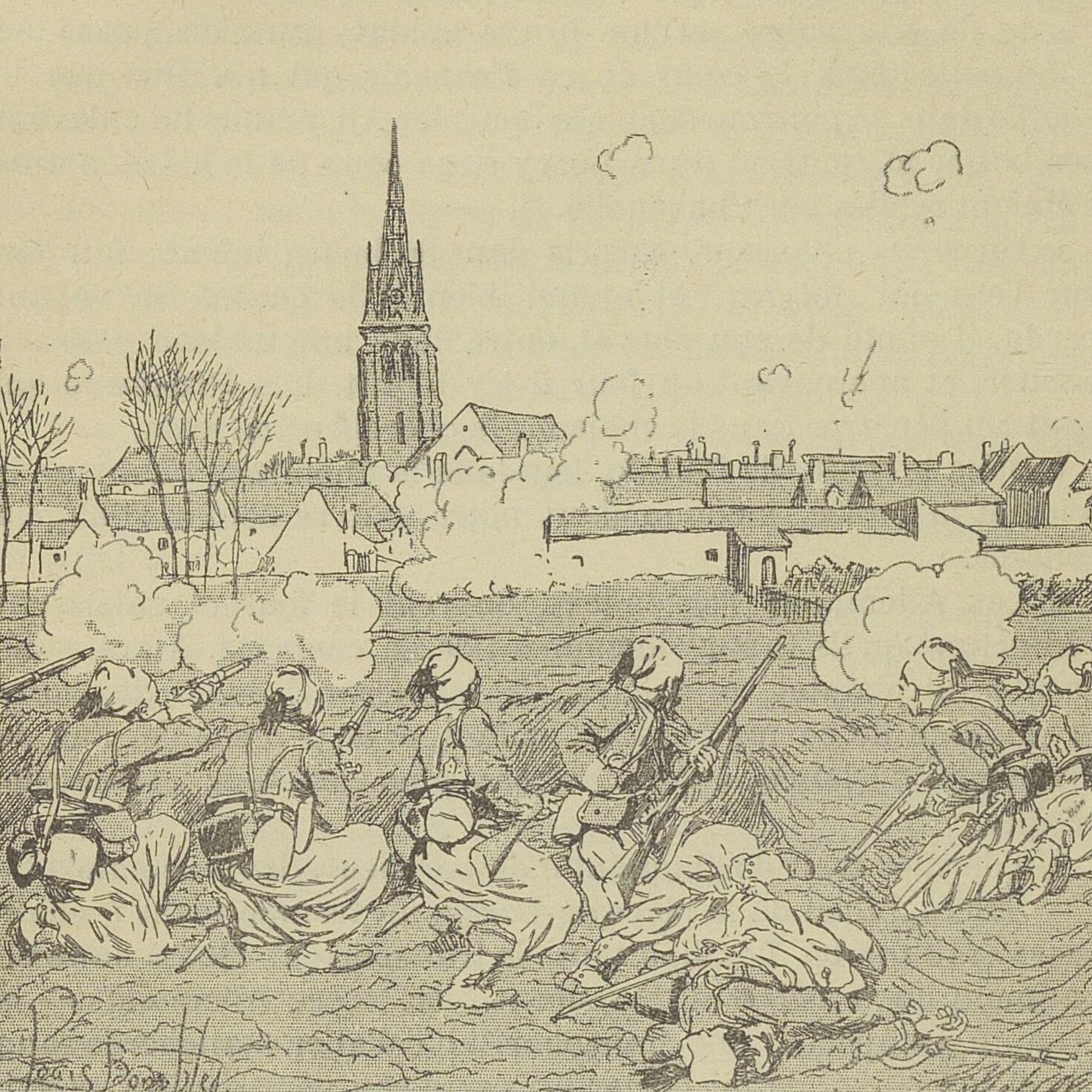
L'assaut du 3e régiment de marche de zouaves sur Beaune-la-Rolande.
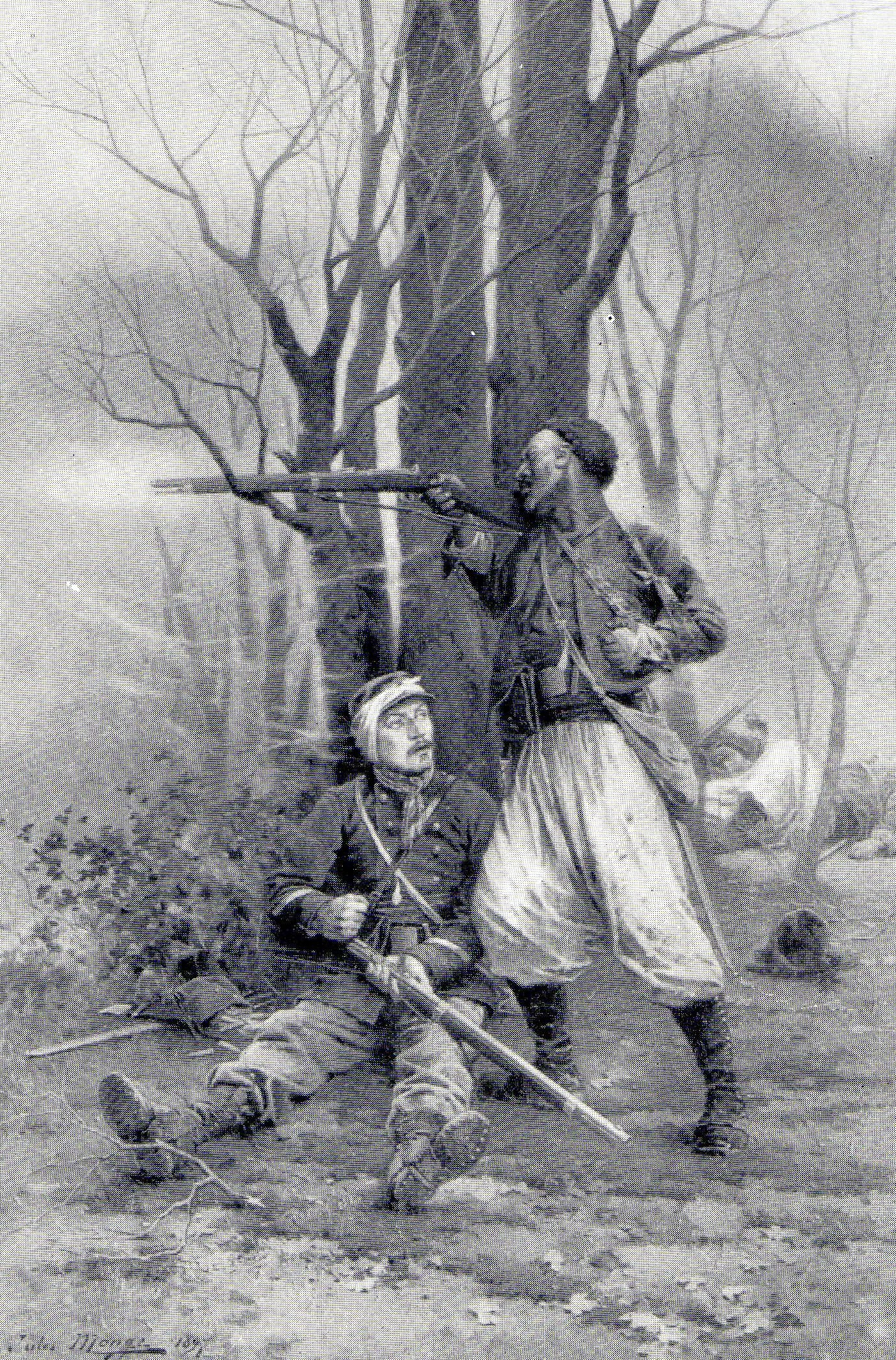
Le turco Ben-Kadour à Lorcy, tableau de Jules Monge.

La bataille débute à 6 h (heure solaire à l'époque). 35 000 hommes sont déployés en vue de cette opération. La 3e division du 20e corps reste à Saint-Loup-des-Vignes au sud de Beaune-la-Rolande, et une seule division du 18e corps participe aux combats, les deux autres divisions, trop éloignées, n'entendront que le bruit de la canonnade.
Le plan d'attaque est simple, le 20e corps doit attaquer frontalement et sur l'aile gauche dans un mouvement enveloppant tandis que le 18e corps devra attaquer sur l'aile droite. Environ 16 000 Allemands sont répartis dans et autour de Beaune-la-Rolande et notamment à l'est, à Juranville et Lorcy. Le 18e corps doit avant de commencer son mouvement en avant s'assurer de son aile droite en prenant Juranville et Lorcy. Cette attaque fait perdre beaucoup de temps au 18e corps. Le 20e corps avec deux divisions, attaque Beaune-la-Rolande et arrive au pied de l'ancienne muraille sans parvenir à briser la résistance opiniâtre du 16e régiment d'infanterie retranché dans la ville et bien à l'abri derrière l'ancien mur d'enceinte et dans le cimetière.
Dans le cimetière se trouve également une fraction du 57e régiment commandé par le capitaine Feige qui, de son propre chef et contrairement aux ordres prescrits de revenir sur la position des « Roches » (à l'est de Beaune), s'est porté avec sa compagnie pour renforcer les éléments du 16e régiment qui s'y trouvaient. Le général Crouzat hésitant à bombarder « une ville française », qui aurait été la seule solution pour annihiler la résistance et ouvrir une brèche dans cette « forteresse », ne peut qu'entretenir un feu de mousqueterie peu efficace. Les troupes du 20e corps sont donc immobilisées devant Beaune-la-Rolande sans soutien d'artillerie et le tir des Allemands bien protégés les fait grandement souffrir. Le général Crouzat attend l'arrivée des troupes du 18e corps pour lancer une attaque générale mais le général Jean-Baptiste Billot, commandant le 18e corps, a beaucoup de mal à assurer son aile droite. Vers 2 h, le général Billot n'a pas progressé vers Beaune-la-Rolande et s'épuise aux Côtelles et à Juranville contre les troupes de la 39e brigade. Le seul fait notable de ce combat parallèle est la prise d'un canon prussien par le capitaine Brugère. Après la prise du canon et des Côtelles par des éléments du 44e de marche et du 3e lanciers de marche, le combat s'estompe vers 15 h 30 et seuls quelques coups de canon aboient encore sporadiquement jusqu'à 16 h. L'action continue cependant autour de Beaune.
Un extrait d'un récit de soldat du 57e régiment prussien nous donne un aperçu de la bataille devant Beaune au lieu-dit « les Roches » (à l'est de Beaune).
« Vers 4 h 30 résultait le dernier assaut violent sur notre position, plus vigoureusement encore que tous les précédents. De nouveau arrivaient les tirailleurs de protection en masses denses sur plusieurs lignes, ils envoyaient sur nous une grêle de balles et étaient suivis de fortes colonnes d’attaque. Cette fois, l'ordre était donné par nos officiers de laisser s'approcher encore plus proche l'ennemi et de tirer seulement à la distance de 100 pas ; en toutes circonstances ils nous exhortaient à maintenir la discipline de feu la plus calme.

C'était des instants sinistres jusqu'au moment où nous devions appuyer l'action. Une grêle de projectiles sifflait autour de nous ; entre-temps, nous entendions les commandements : en avant ! En avant ! (en français dans le texte) dans cette proximité de plus en plus grande. Car on n’y voyait rien, avec la fumée de la poudre et l'obscurité tombante de ce jour triste de novembre nous étions plongés dans le crépuscule. Soudain le commandement : « Los » et les décharges de mousqueterie, comme je n’en ai pas vu de nouveau pendant toute la campagne. Tout près de nous les Français s'approchaient (nous entendions distinctement les appels séparés à proximité de nous). Nous nous préparions à une lutte au corps à corps mais formés au bataillon de dépôt nous n'avions pas appris le combat à la baïonnette et nous nous disions que nous allions avoir à nous servir de nos crosses de fusil. Mais cela ne fut pas le cas, l'ennemi s’enfuyait de nouveau ; tout redevenait calme. Aucune autre attaque ne fut à attendre, car un événement favorable pour nous participait évidemment à la stagnation de la bataille. »
Vers Beaune-la-Rolande, la situation s'est donc retournée contre le 20e corps. La 2e division de Polignac voit apparaître au nord, vers Barville, le renfort du IIIe corps prussien composé de la 5e division d'infanterie et d'une division de cavalerie et qui accentuent, à marche forcée, leur pression sur l'aile gauche française avec le 52e (pl) et le 12e régiment d'infanterie. L'artillerie prussienne postée sur les hauteurs de la butte de l'Ormeteau au sud de Barville, prend de flanc le mince rideau de troupes du 20e corps qui se trouvaient au nord de Beaune-la-Rolande. Le sort de la bataille tourne en faveur des Prussiens. Le général Crouzat, voyant vers 15 h 30 que la bataille tourne au désastre et que le 18e corps tarde à arriver, tente de monter une attaque de la dernière chance vers la barricade barrant la route de Boiscommun à l'ouest de Beaune-la-Rolande. Les troupes qu'il a pu rassembler, composées de zouaves, de gardes mobiles et de son état-major, partent à l'assaut de la ville, mais la barricade est en feu et le tir des Prussiens, galvanisés par l'aide du IIIe corps, est particulièrement terrible ; au même moment débouchent, venant du sud-est, quelques éléments du 18e corps (53e de marche et zéphyrs), mais trop tard. L'attaque de Crouzat a échoué, la nuit tombe, le général Billot enfin rendu à Beaune souhaite poursuivre l'effort, mais Crouzat s'y refuse car le champ de bataille est trop sombre et déjà des méprises apparaissent entre Français se tirant dessus. Il faut battre en retraite, l'aile gauche a cédé, la ville n'est pas tombée et la confusion règne dans les rangs français. Les Prussiens feront des prisonniers tard dans la nuit dans les villages environnant, là où s'arrêtèrent des hommes harassés voulant trouver refuge.
Les clairons sonnent le rassemblement et les Français retraitent vers leurs positions du matin. La bataille a été très coûteuse pour les Français, les pertes s'élèvent à environ 1 000 tués et 3 500 blessés et prisonniers. Les Prussiens ont perdu 817 hommes (tués, blessés ou prisonniers).
Le peintre impressionniste français Frédéric Bazille, engagé volontaire au 3e régiment de marche de Zouaves en tant que sergent fourrier, y trouva la mort. Un monument fut érigé par son père après la bataille à l'endroit même où il perdit la vie, tué de deux balles.
Au Pavé de Juranville se trouve une plaque élevée par la société nationale du souvenir français, commémorant l'exploit d'un Turco du nom de Ahmed-Ben-Kacy qui embusqué dans une pièce où se trouvait un malade, abattit 7 Prussiens avant de succomber. Dans le livre de Grenest L'armée de la Loire il raconte l'histoire ainsi :
« Au moment où les Allemands reprenaient le dessus, et refoulaient les nôtres, ce vigoureux soldat ne voulut pas reculer et résolut de se défendre jusqu'à la mort. Il se posta dans une petite pièce du rez-de-chaussée éclairée par une fenêtre donnant sur la route de Juranville, et fit feu par cette croisée sur les rangs pressés des Allemands. La pièce, qui forme aujourd'hui (en 1893) l'arrière-boutique d'un épicier (...), était alors meublée d'un lit, dans lequel se trouvait une personne malade. Quand le flot des Prussiens fut arrivé tout près de la maison, le courageux Turco afin d'être plus avantageusement placé pour continuer la lutte, quitta la fenêtre et vint au fond de la chambre se poster derrière le lit, ayant à côté de lui ses cartouches (...) les Allemands ne tardèrent pas à vouloir escalader la fenêtre, mais autant il s'en présenta, autant en abattit l'intrépide Africain. Il venait de tuer son 7e adversaire, quand les Prussiens qui avaient pénétré dans la maison enfoncèrent une porte pour le prendre à revers, le mirent en pièces et jetèrent ses restes sanglants dans la rue... »
Dans un autre ouvrage, côté prussien, cet épisode est décrit ainsi : Samuel Franck, alors sous-officier au 91e régiment oldenbourgeois (de), nous conte ce qui se déroula le matin du 29 novembre lors de la reprise des Côtelles par les Prussiens, alors abandonné par les Français :
« Vers 9 h 30 les Côtelles était occupé de nouveau. On trouvait là, sauf les blessés, peu de Français qui étaient restés là, l'un d'eux, un Turco, s'était caché dans un sombre local, d'où il tirait avec une rage aveugle sur tout ce qu'il voyait par la porte. Il était très difficile de le débusquer de sa cachette. Afin d'éviter une effusion de sang inutile, on était allé chercher un adjoint d'hôpital militaire français resté au village pour s'occuper des blessés intransportables afin qu'il ramène le forcené au calme. L'adjoint qui connaissait la rage de ces sauvages se soumettait à cette mission. Tout en s'adressant au Turco, il marchait en direction de la porte lorsqu'un coup de feu retentit. Le malheureux médecin s'écroulait avec la mâchoire inférieure broyée. Alors, un fusilier prussien avec plusieurs camarades donnaient l'assaut et tiraient une balle dans la tête à l'Africain. »